# IEEE 754
IEEE 754 (IEC 60559) — широко используемый стандарт IEEE, описывающий формат представления чисел с плавающей точкой. Используется в программных (компиляторы разных языков программирования) и аппаратных (CPU и FPU) реализациях арифметических действий (математических операций).
Стандарт описывает:
- формат чисел с плавающей точкой: мантисса, экспонента (показатель), знак числа;
- представление положительного и отрицательного нуля, положительной и отрицательной бесконечностей, а также нечисла́ (англ. Not-a-Number, NaN);
- методы, используемые для преобразования числа при выполнении математических операций;
- исключительные ситуации: деление на ноль, переполнение, потеря значимости, работа с денормализованными числами и другие;
- операции: арифметические и другие.

Стандарт 2008 года заменил IEEE 754-1985. В стандарт 2008 года были включены двоичные форматы из предыдущего стандарта и три новых формата. В свою очередь, этот стандарт был заменён новым стандартом IEEE 754-2019.
В соответствии с действующим стандартом, реализация должна поддерживать по крайней мере один из основных форматов, как и формат арифметики и формат обмена.

## Разработка стандарта
Версия стандарта IEEE 754—2008 была подготовлена в 2008 году рабочей группой под управлением Dan Zuras, редактор Майком Коулишоу. Она дополняет и заменяет предыдущую версию IEEE 754-1985.
Международный стандарт ISO/IEC/IEEE 60559:2011 (с идентичным IEEE 754—2008) был одобрен и опубликован для JTC1/SC 25 под соглашением ISO/IEEE PSDO.
Бинарные форматы в первоначальном стандарте включены в новый стандарт наряду с тремя новыми основными форматами (одним бинарным и двумя десятичными). Для того, чтобы соответствовать текущему стандарту, реализация должна реализовать по крайней мере один из основных форматов.
В 2019 году был принят обновлённый стандарт IEEE 754-2019.

## Формат
Формат IEEE 754 представляет собой «совокупность представлений числовых значений и символов». Формат может также включать в себя способ кодирования.
Формат включает:
- Числа, которые могут рассматриваться в двоичной или десятичной системе счисления. Вещественное число представляется тремя целыми числами {\displaystyle s}, {\displaystyle c} и {\displaystyle q}, где {\displaystyle s} — знак (0 для положительного и 1 для отрицательного), {\displaystyle c} — мантисса (коэффициент), {\displaystyle q} — экспонента. Для заданных целых чисел {\displaystyle s}, {\displaystyle c} и {\displaystyle q} значением соответствующего вещественного числа является: {\displaystyle (-1)^{s}\cdot c\cdot b^{q}}, где {\displaystyle b} является основанием (2 или 10). Например, число - 12.345 можно представить как число с основанием {\displaystyle 10}, битом знака {\displaystyle 1} (число отрицательное), мантиссой {\displaystyle 12345} и экспонентой , то есть  {\displaystyle (-1)^{1}\cdot 12345\cdot 10^{-3}=-12.345}.
- Положительный нуль {\displaystyle +0} и отрицательный нуль {\displaystyle -0}.
- Две бесконечности: {\displaystyle +\infty } и {\displaystyle -\infty }.
- Два вида NaN: тихий NaN (qNaN) и сигнальный NaN (sNaN). NaN может нести полезную нагрузку, предназначенную для диагностической информации, указывающей источник, вызвавший NaN. Знак NaN не имеет никакого значения, но может быть предсказуемым в некоторых случаях.

Возможные конечные значения, которые могут быть представлены в формате, определяются основанием {\displaystyle b}, числом знаков в мантиссе (с точностью {\displaystyle p}) и максимальным значением {\displaystyle E_{\max }}:
- {\displaystyle c} должен быть целым числом в диапазоне от нуля до {\displaystyle b^{p}-1} (если {\displaystyle b=10} и {\displaystyle p=7} тогда с может быть от {\displaystyle 0} до {\displaystyle 9999999})
- {\displaystyle q} должно быть целым числом, чтобы {\displaystyle 1-E_{\max }\leq q+p-1\leq E_{\max }} (если {\displaystyle p=7} и {\displaystyle E_{\max }=96}, то {\displaystyle q} может быть от {\displaystyle -101} до {\displaystyle 90}).

Следовательно (для предыдущего примера) наименьшее отличное от нуля положительное число, которое может быть представлено — {\displaystyle 1\cdot 10^{-101}}, а самым большим — {\displaystyle 9999999\cdot 10^{90}} ({\displaystyle 9.999999\cdot 10^{96}}), а также полный спектр чисел от {\displaystyle -9.999999\cdot 10^{-96}} до {\displaystyle 9.999999\cdot 10^{-96}}. Числа {\displaystyle -b^{E_{\max }}} и {\displaystyle b^{E_{\max }}} ({\displaystyle -1\cdot 10^{-95}} и {\displaystyle 1\cdot 10^{-95}})  
являются самыми маленькими (по абсолютной величине) нормальными числами; ненулевые числа между этими наименьшими числами называются субнормальные.

### Представление и кодирование в памяти
Некоторые числа могут иметь несколько представлений в формате, в котором они были только что описаны. Например, если {\displaystyle b=10} и {\displaystyle p=7}, то число {\displaystyle -12.345} может быть представлено как: {\displaystyle -12345\cdot 10^{-3}}, {\displaystyle -123450\cdot 10^{-4}} или {\displaystyle -1234500\cdot 10^{-5}}.
Для десятичных форматов любое представление справедливо, и совокупность этих представлений называется когортами. Когда результат может иметь несколько представлений, стандарт определяет, какой выбран членом когорты.
Для бинарных форматов представление делается уникальным путём выбора наименьшего представляемого показателя. Для чисел с показателем в нормальном диапазоне (не все из них или все нули), ведущий бит мантиссы всегда будет равен 1. Следовательно, ведущий 1 бит может подразумеваться, а не сохраняться явно в памяти. Это правило называется ведущей битной конвенцией или скрытой битной конвенцией. Правило позволяет сберечь 1 бит памяти, чтобы иметь ещё один бит точности. Ведущий бит конвенции не используется для субнормальных чисел; их показатель находится за пределами нормального диапазона значений.

### Основные и взаимозаменяемые форматы
Стандарт определяет пять основных форматов, которые названы по их числовой базе и числу бит, используемых в их кодировке. Существуют три базовых формата двоичной плавающей запятой (закодированные с 32, 64 или 128 битами) и два десятичных формата с плавающей запятой (кодируются 64 или 128 битами). Форматы binary32 и binary64 — это одиночные и двойные форматы IEEE 754—1985. Соответствующая реализация должна полностью реализовать по крайней мере один из основных форматов.
В стандарте также определены форматы обмена, которые обобщают эти основные форматы. Для двоичных единиц требуется соглашение с ведущими битами. В таблице перечислены наименьшие форматы обмена (включая базовые).
| Название   | Полное название         | Основание | Число двоичных разрядов мантиссы | Число десятичных разрядов | Экспонента (бит) | Десятичный E max | Смещение экспоненты | E min   | E max   |
| ---------- | ----------------------- | --------- | -------------------------------- | ------------------------- | ---------------- | ---------------- | ------------------- | ------- | ------- |
| binary16   | Половинная точность     | 2         | 11                               | 3,31                      | 5                | 4,51             | 24−1 = 15           | −14     | +15     |
| binary32   | Одинарная точность      | 2         | 24                               | 7,22                      | 8                | 38,23            | 27−1 = 127          | −126    | +127    |
| binary64   | Двойная точность        | 2         | 53                               | 15,95                     | 11               | 307,95           | 210−1 = 1023        | −1022   | +1023   |
| binary128  | Четырёхкратная точность | 2         | 113                              | 34,02                     | 15               | 4931,77          | 214−1 = 16383       | −16382  | +16383  |
| binary256  | Восьмикратная точность  | 2         | 237                              | 71,34                     | 19               | 78913.2          | 218−1 = 262143      | −262142 | +262143 |
| decimal32  |                         | 10        | 7                                | 7                         | 7,58             | 96               | 101                 | −95     | +96     |
| decimal64  |                         | 10        | 16                               | 16                        | 9,58             | 384              | 398                 | −383    | +384    |
| decimal128 |                         | 10        | 34                               | 34                        | 13,58            | 6144             | 6176                | −6143   | +6144   |

1. 1 2 3  Используется в основном для обмена информацией, а не для вычислений

Обратите внимание: в приведенной выше таблице минимальные показатели указаны для обычных чисел. Специальное представление субнормальных чисел позволяет представить даже меньшие числа (с некоторой потерей точности). Например, наименьшее число двойной точности, большее нуля, которое может быть представлено в этой форме, равно 2−1074 (потому что 1074 = 1022 + 53 − 1).

Точность binary32 и binary64 в диапазоне от 10^{−12} до 10^{12}.

Десятичное значение — это значение × log10 основание, это дает приблизительную точность в десятичной системе.
Десятичное E max — это emax × log10 основание, это дает максимальную степень в десятичном формате.
Как было указано ранее, форматы binary32 и binary64 идентичны форматам IEEE 754—1985 и являются двумя наиболее распространенными форматами, используемыми сегодня. На рисунке справа показана абсолютная точность для форматов binary32 и binary64 в диапазоне от 10−12 до 1012. Такой показатель может быть использован для выбора подходящего формата с учётом ожидаемого значения числа и требуемой точности.
Половинная точность
| Знак | Знак    | Знак    | Знак    | Знак    |         |          |          |          |          |          |          |          |          |          |          |
|      | Порядок | Порядок | Порядок | Порядок | Порядок | Мантисса | Мантисса | Мантисса | Мантисса | Мантисса | Мантисса | Мантисса | Мантисса | Мантисса | Мантисса |
| ---- | ------- | ------- | ------- | ------- | ------- | -------- | -------- | -------- | -------- | -------- | -------- | -------- | -------- | -------- | -------- |
| 15   | 15      | 15      | 15      | 8       | 8       | 8        | 8        | 7        | 7        | 7        | 7        | 0        | 0        | 0        | 0        |

Одинарная точность
| Знак | Знак    | Знак    | Знак    | Знак    |         |         |         |         |          |          |          |          |          |          |          |          |          |          |          |          |          |          |          |          |          |          |          |          |          |          |          |
|      | Порядок | Порядок | Порядок | Порядок | Порядок | Порядок | Порядок | Порядок | Мантисса | Мантисса | Мантисса | Мантисса | Мантисса | Мантисса | Мантисса | Мантисса | Мантисса | Мантисса | Мантисса | Мантисса | Мантисса | Мантисса | Мантисса | Мантисса | Мантисса | Мантисса | Мантисса | Мантисса | Мантисса | Мантисса | Мантисса |
| ---- | ------- | ------- | ------- | ------- | ------- | ------- | ------- | ------- | -------- | -------- | -------- | -------- | -------- | -------- | -------- | -------- | -------- | -------- | -------- | -------- | -------- | -------- | -------- | -------- | -------- | -------- | -------- | -------- | -------- | -------- | -------- |
| 31   | 31      | 31      | 31      | 24      | 24      | 24      | 24      | 23      | 23       | 23       | 23       | 16       | 16       | 16       | 16       | 15       | 15       | 15       | 15       | 8        | 8        | 8        | 8        | 7        | 7        | 7        | 7        | 0        | 0        | 0        | 0        |

Двойная точность
| Знак | Знак             | Знак             | Знак             | Знак             | Знак             | Знак             |                  |                  |                  |                  |                  |                    |                    |                    |                    |                    |                    |                    |                    |                    |                    |                    |                    |                    |                    |                    |                    |                    |                    |                    |                    |                    |                    |                    |                    |                    |                    |                    |                    |                    |                    |                    |                    |                    |                    |                    |                    |                    |                    |                    |                    |                    |                    |                    |                    |                    |                    |                    |                    |                    |                    |                    |                    |
|      | (11 бит) Порядок | (11 бит) Порядок | (11 бит) Порядок | (11 бит) Порядок | (11 бит) Порядок | (11 бит) Порядок | (11 бит) Порядок | (11 бит) Порядок | (11 бит) Порядок | (11 бит) Порядок | (11 бит) Порядок | (52 бита) Мантисса | (52 бита) Мантисса | (52 бита) Мантисса | (52 бита) Мантисса | (52 бита) Мантисса | (52 бита) Мантисса | (52 бита) Мантисса | (52 бита) Мантисса | (52 бита) Мантисса | (52 бита) Мантисса | (52 бита) Мантисса | (52 бита) Мантисса | (52 бита) Мантисса | (52 бита) Мантисса | (52 бита) Мантисса | (52 бита) Мантисса | (52 бита) Мантисса | (52 бита) Мантисса | (52 бита) Мантисса | (52 бита) Мантисса | (52 бита) Мантисса | (52 бита) Мантисса | (52 бита) Мантисса | (52 бита) Мантисса | (52 бита) Мантисса | (52 бита) Мантисса | (52 бита) Мантисса | (52 бита) Мантисса | (52 бита) Мантисса | (52 бита) Мантисса | (52 бита) Мантисса | (52 бита) Мантисса | (52 бита) Мантисса | (52 бита) Мантисса | (52 бита) Мантисса | (52 бита) Мантисса | (52 бита) Мантисса | (52 бита) Мантисса | (52 бита) Мантисса | (52 бита) Мантисса | (52 бита) Мантисса | (52 бита) Мантисса | (52 бита) Мантисса | (52 бита) Мантисса | (52 бита) Мантисса | (52 бита) Мантисса | (52 бита) Мантисса | (52 бита) Мантисса | (52 бита) Мантисса | (52 бита) Мантисса | (52 бита) Мантисса | (52 бита) Мантисса |
| ---- | ---------------- | ---------------- | ---------------- | ---------------- | ---------------- | ---------------- | ---------------- | ---------------- | ---------------- | ---------------- | ---------------- | ------------------ | ------------------ | ------------------ | ------------------ | ------------------ | ------------------ | ------------------ | ------------------ | ------------------ | ------------------ | ------------------ | ------------------ | ------------------ | ------------------ | ------------------ | ------------------ | ------------------ | ------------------ | ------------------ | ------------------ | ------------------ | ------------------ | ------------------ | ------------------ | ------------------ | ------------------ | ------------------ | ------------------ | ------------------ | ------------------ | ------------------ | ------------------ | ------------------ | ------------------ | ------------------ | ------------------ | ------------------ | ------------------ | ------------------ | ------------------ | ------------------ | ------------------ | ------------------ | ------------------ | ------------------ | ------------------ | ------------------ | ------------------ | ------------------ | ------------------ | ------------------ | ------------------ |
| 63   | 63               | 63               | 63               | 56               | 56               | 56               | 56               | 55               | 55               | 55               | 55               | 48                 | 48                 | 48                 | 48                 | 47                 | 47                 | 47                 | 47                 | 40                 | 40                 | 40                 | 40                 | 39                 | 39                 | 39                 | 39                 | 32                 | 32                 | 32                 | 32                 | 31                 | 31                 | 31                 | 31                 | 24                 | 24                 | 24                 | 24                 | 23                 | 23                 | 23                 | 23                 | 16                 | 16                 | 16                 | 16                 | 15                 | 15                 | 15                 | 15                 | 8                  | 8                  | 8                  | 8                  | 7                  | 7                  | 7                  | 7                  | 0                  | 0                  | 0                  | 0                  |

Четверная тоность
| Знак | Знак             | Знак             | Знак             | Знак             | Знак             | Знак             |                  |                  |                  |                  |                  |                  |                  |                  |                  |                    |                    |                    |                    |                    |                    |                    |                    |                    |                    |                    |                    |                    |                    |                    |                    |                    |                    |                    |                    |                    |                    |                    |                    |                    |                    |                    |                    |                    |                    |                    |                    |                    |                    |                    |                    |                    |                    |                    |                    |                    |                    |                    |                    |                    |                    |                    |                    |                    |                    |                    |                    |                    |                    |                    |                    |                    |                    |                    |                    |                    |                    |                    |                    |                    |                    |                    |                    |                    |                    |                    |                    |                    |                    |                    |                    |                    |                    |                    |                    |                    |                    |                    |                    |                    |                    |                    |                    |                    |                    |                    |                    |                    |                    |                    |                    |                    |                    |                    |                    |                    |                    |                    |                    |                    |                    |                    |                    |                    |                    |                    |                    |
|      | (15 бит) Порядок | (15 бит) Порядок | (15 бит) Порядок | (15 бит) Порядок | (15 бит) Порядок | (15 бит) Порядок | (15 бит) Порядок | (15 бит) Порядок | (15 бит) Порядок | (15 бит) Порядок | (15 бит) Порядок | (15 бит) Порядок | (15 бит) Порядок | (15 бит) Порядок | (15 бит) Порядок | (112 бит) Мантисса | (112 бит) Мантисса | (112 бит) Мантисса | (112 бит) Мантисса | (112 бит) Мантисса | (112 бит) Мантисса | (112 бит) Мантисса | (112 бит) Мантисса | (112 бит) Мантисса | (112 бит) Мантисса | (112 бит) Мантисса | (112 бит) Мантисса | (112 бит) Мантисса | (112 бит) Мантисса | (112 бит) Мантисса | (112 бит) Мантисса | (112 бит) Мантисса | (112 бит) Мантисса | (112 бит) Мантисса | (112 бит) Мантисса | (112 бит) Мантисса | (112 бит) Мантисса | (112 бит) Мантисса | (112 бит) Мантисса | (112 бит) Мантисса | (112 бит) Мантисса | (112 бит) Мантисса | (112 бит) Мантисса | (112 бит) Мантисса | (112 бит) Мантисса | (112 бит) Мантисса | (112 бит) Мантисса | (112 бит) Мантисса | (112 бит) Мантисса | (112 бит) Мантисса | (112 бит) Мантисса | (112 бит) Мантисса | (112 бит) Мантисса | (112 бит) Мантисса | (112 бит) Мантисса | (112 бит) Мантисса | (112 бит) Мантисса | (112 бит) Мантисса | (112 бит) Мантисса | (112 бит) Мантисса | (112 бит) Мантисса | (112 бит) Мантисса | (112 бит) Мантисса | (112 бит) Мантисса | (112 бит) Мантисса | (112 бит) Мантисса | (112 бит) Мантисса | (112 бит) Мантисса | (112 бит) Мантисса | (112 бит) Мантисса | (112 бит) Мантисса | (112 бит) Мантисса | (112 бит) Мантисса | (112 бит) Мантисса | (112 бит) Мантисса | (112 бит) Мантисса | (112 бит) Мантисса | (112 бит) Мантисса | (112 бит) Мантисса | (112 бит) Мантисса | (112 бит) Мантисса | (112 бит) Мантисса | (112 бит) Мантисса | (112 бит) Мантисса | (112 бит) Мантисса | (112 бит) Мантисса | (112 бит) Мантисса | (112 бит) Мантисса | (112 бит) Мантисса | (112 бит) Мантисса | (112 бит) Мантисса | (112 бит) Мантисса | (112 бит) Мантисса | (112 бит) Мантисса | (112 бит) Мантисса | (112 бит) Мантисса | (112 бит) Мантисса | (112 бит) Мантисса | (112 бит) Мантисса | (112 бит) Мантисса | (112 бит) Мантисса | (112 бит) Мантисса | (112 бит) Мантисса | (112 бит) Мантисса | (112 бит) Мантисса | (112 бит) Мантисса | (112 бит) Мантисса | (112 бит) Мантисса | (112 бит) Мантисса | (112 бит) Мантисса | (112 бит) Мантисса | (112 бит) Мантисса | (112 бит) Мантисса | (112 бит) Мантисса | (112 бит) Мантисса | (112 бит) Мантисса | (112 бит) Мантисса | (112 бит) Мантисса | (112 бит) Мантисса | (112 бит) Мантисса | (112 бит) Мантисса | (112 бит) Мантисса | (112 бит) Мантисса | (112 бит) Мантисса | (112 бит) Мантисса | (112 бит) Мантисса | (112 бит) Мантисса |
| ---- | ---------------- | ---------------- | ---------------- | ---------------- | ---------------- | ---------------- | ---------------- | ---------------- | ---------------- | ---------------- | ---------------- | ---------------- | ---------------- | ---------------- | ---------------- | ------------------ | ------------------ | ------------------ | ------------------ | ------------------ | ------------------ | ------------------ | ------------------ | ------------------ | ------------------ | ------------------ | ------------------ | ------------------ | ------------------ | ------------------ | ------------------ | ------------------ | ------------------ | ------------------ | ------------------ | ------------------ | ------------------ | ------------------ | ------------------ | ------------------ | ------------------ | ------------------ | ------------------ | ------------------ | ------------------ | ------------------ | ------------------ | ------------------ | ------------------ | ------------------ | ------------------ | ------------------ | ------------------ | ------------------ | ------------------ | ------------------ | ------------------ | ------------------ | ------------------ | ------------------ | ------------------ | ------------------ | ------------------ | ------------------ | ------------------ | ------------------ | ------------------ | ------------------ | ------------------ | ------------------ | ------------------ | ------------------ | ------------------ | ------------------ | ------------------ | ------------------ | ------------------ | ------------------ | ------------------ | ------------------ | ------------------ | ------------------ | ------------------ | ------------------ | ------------------ | ------------------ | ------------------ | ------------------ | ------------------ | ------------------ | ------------------ | ------------------ | ------------------ | ------------------ | ------------------ | ------------------ | ------------------ | ------------------ | ------------------ | ------------------ | ------------------ | ------------------ | ------------------ | ------------------ | ------------------ | ------------------ | ------------------ | ------------------ | ------------------ | ------------------ | ------------------ | ------------------ | ------------------ | ------------------ | ------------------ | ------------------ | ------------------ | ------------------ | ------------------ | ------------------ | ------------------ | ------------------ | ------------------ | ------------------ | ------------------ | ------------------ | ------------------ |
| 127  | 127              | 127              | 127              | 120              | 120              | 120              | 120              | 119              | 119              | 119              | 119              | 112              | 112              | 112              | 112              | 111                | 111                | 111                | 111                | 104                | 104                | 104                | 104                | 103                | 103                | 103                | 103                | 96                 | 96                 | 96                 | 96                 | 95                 | 95                 | 95                 | 95                 | 88                 | 88                 | 88                 | 88                 | 87                 | 87                 | 87                 | 87                 | 80                 | 80                 | 80                 | 80                 | 79                 | 79                 | 79                 | 79                 | 72                 | 72                 | 72                 | 72                 | 71                 | 71                 | 71                 | 71                 | 64                 | 64                 | 64                 | 64                 | 63                 | 63                 | 63                 | 63                 | 56                 | 56                 | 56                 | 56                 | 55                 | 55                 | 55                 | 55                 | 48                 | 48                 | 48                 | 48                 | 47                 | 47                 | 47                 | 47                 | 40                 | 40                 | 40                 | 40                 | 39                 | 39                 | 39                 | 39                 | 32                 | 32                 | 32                 | 32                 | 31                 | 31                 | 31                 | 31                 | 24                 | 24                 | 24                 | 24                 | 23                 | 23                 | 23                 | 23                 | 16                 | 16                 | 16                 | 16                 | 15                 | 15                 | 15                 | 15                 | 8                  | 8                  | 8                  | 8                  | 7                  | 7                  | 7                  | 7                  | 0                  | 0                  | 0                  | 0                  |

### Расширенные и расширяемые форматы точности
Стандарт так же определяет расширенные и расширяемые форматы точности, которые рекомендованы для обеспечения большей точности, чем базовые форматы. Расширенный формат точности расширяет базовый формат, используя более высокую точность и более широкий диапазон экспоненты. Расширенный формат точности позволяет пользователю задавать диапазон точности и экспоненты. Реализация может использовать любое внутреннее представление, которое выбирается для таких форматов. Все, что нужно определить — это параметры b, p и emax. Эти параметры однозначно описывают множество конечных чисел (комбинаций знака и экспоненты для данного основания), которые можно представлять.
Стандарт не требует реализации для поддержки расширенных или расширяемых точных форматов.
В стандарте рекомендуется, чтобы языки предоставляли метод задания значений p и emax для каждого поддерживаемого основания b.
В стандарте рекомендуется, чтобы языки и реализации поддерживали расширенный формат, который имеет более высокую точность, чем самый большой базовый формат, поддерживаемый для каждого основания b.
Для расширенного формата с точностью между двумя основными форматами диапазон экспоненты должен быть таким же большим, как у следующего более широкого базового формата. Так, например, 64-битное расширенное двоичное число с расширенной точностью должно иметь значение emax не менее 16383.

### Форматы обмена
Форматы обмена предназначены для обмена данными с плавающей запятой с использованием битовой строки фиксированной длины.
Для обмена двоичными числами с плавающей запятой определены форматы обмена длиной 16 бит, 32 бита, 64 бита и любое кратное 32 битам ≥128. 16-разрядный формат предназначен для обмена или хранения небольших чисел (например, для графики или нейросетевых вычислений).
Схема кодирования этих двоичных форматов обмена такая же, как и для IEEE 754—1985: знаковый бит, за которым следуют индексы, описывающие смещение экспоненты, и p-1 биты, для описания значения. Ширина поля экспоненты для k-битового формата вычисляется как w = round(4 log2(k))−13. Существующие 64- и 128-битные форматы следуют этому правилу, но 16- и 32-битные форматы имеют больше битов степени (5 и 8 битов соответственно), чем даёт эта формула (3 и 7 битов соответственно).
Как и в IEEE 754—1985, существует некоторая гибкость в кодировании NaN.
Для обмена десятичными числами с плавающей запятой определены форматы обмена для любого кратного 32 бита.

## Правила округления
Стандарт определяет пять правил округления. Первые два правила округляют к ближайшему значению, другие называются направленными округлениями.

### Округление к ближайшему
- Округление к ближайшему (привязка «к четному»). Если два ближайших числа с плавающей точкой одинаково близки, то должно быть получено число с чётной самой младшей цифрой. Это вариант по умолчанию для двоичной плавающей запятой и рекомендованный вариант по умолчанию для десятичного числа.
- Округление к ближайшему (привязка «к бесконечности»). Если два ближайших числа с плавающей точкой одинаково близки, то должно быть получено число с большим модулем.

### Направленные округления
- Округление к 0 — направленное округление к нулю (также известное как усечение).
- Округление к {\displaystyle {\boldsymbol {+\infty }}} — направленное округление к положительной бесконечности (также известное как округление вверх или к большему).
- Округление к {\displaystyle {\boldsymbol {-\infty }}} — направленное округление к отрицательной бесконечности (также известное как округление вниз или к меньшему).

| Режим / Пример                          | +11,5 | +12,5 | −11,5 | −12,5 |
| --------------------------------------- | ----- | ----- | ----- | ----- |
| к ближайшему (привязка к четному)       | +12,0 | +12,0 | −12,0 | −12,0 |
| к ближайшему (привязка к бесконечности) | +12,0 | +13,0 | −12,0 | −13,0 |
| к 0                                     | +11,0 | +12,0 | −11,0 | −12,0 |
| к {\displaystyle +\infty }              | +12,0 | +13,0 | −11,0 | −12,0 |
| к {\displaystyle -\infty }              | +11,0 | +12,0 | −12,0 | −13,0 |

## Необходимые операции
Требуемые операции для поддерживаемого арифметического формата (включая базовые форматы) включают в себя:
- Арифметические операции (сложение, вычитание, умножение, деление, квадратный корень, слияние нескольких умножений, остаток)
- Конверсии (между форматами, строками и т. д.)
- Масштабирование и квантование (для десятичных)
- Копирование и манипулирование знаками (отрицание и т. д.)
- Сравнение и общий порядок
- Классификация и испытание (для NaN и т. д.)
- Флаги тестирования и установки
- Прочие операции

### Предикат общего порядка
Стандарт предоставляет предикат totalOrder, который определяет общий порядок для всех чисел с плавающей точкой для каждого формата. Предикат согласуется с обычными операциями сравнения. Однако обычные операции сравнения обрабатывают NaN как неупорядоченные и сравнивают −0 и +0 как равные. Предикат totalOrder будет упорядочивать эти случаи, и также различать различные представления NaN для одного и того же числа с плавающей запятой, закодированное различными способами.